# E602 (trasa europejska)
E602 – trasa europejska biegnąca przez Francję. Zaliczana do tras kategorii B droga łączy La Rochelle z Saintes.

## Przebieg trasy
- La Rochelle E3 E601
- Saintes E603